# Carac

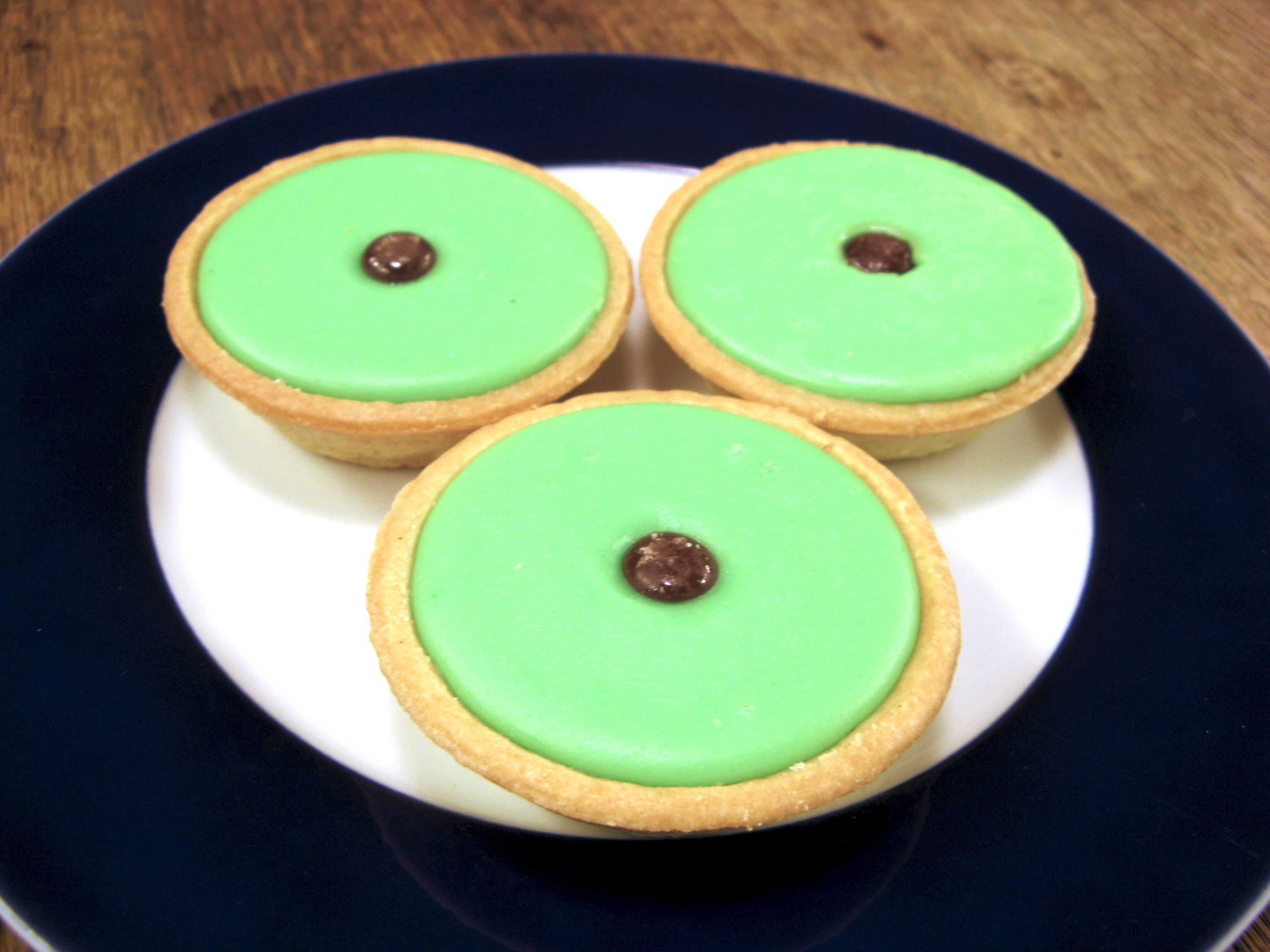
Tres caracs.

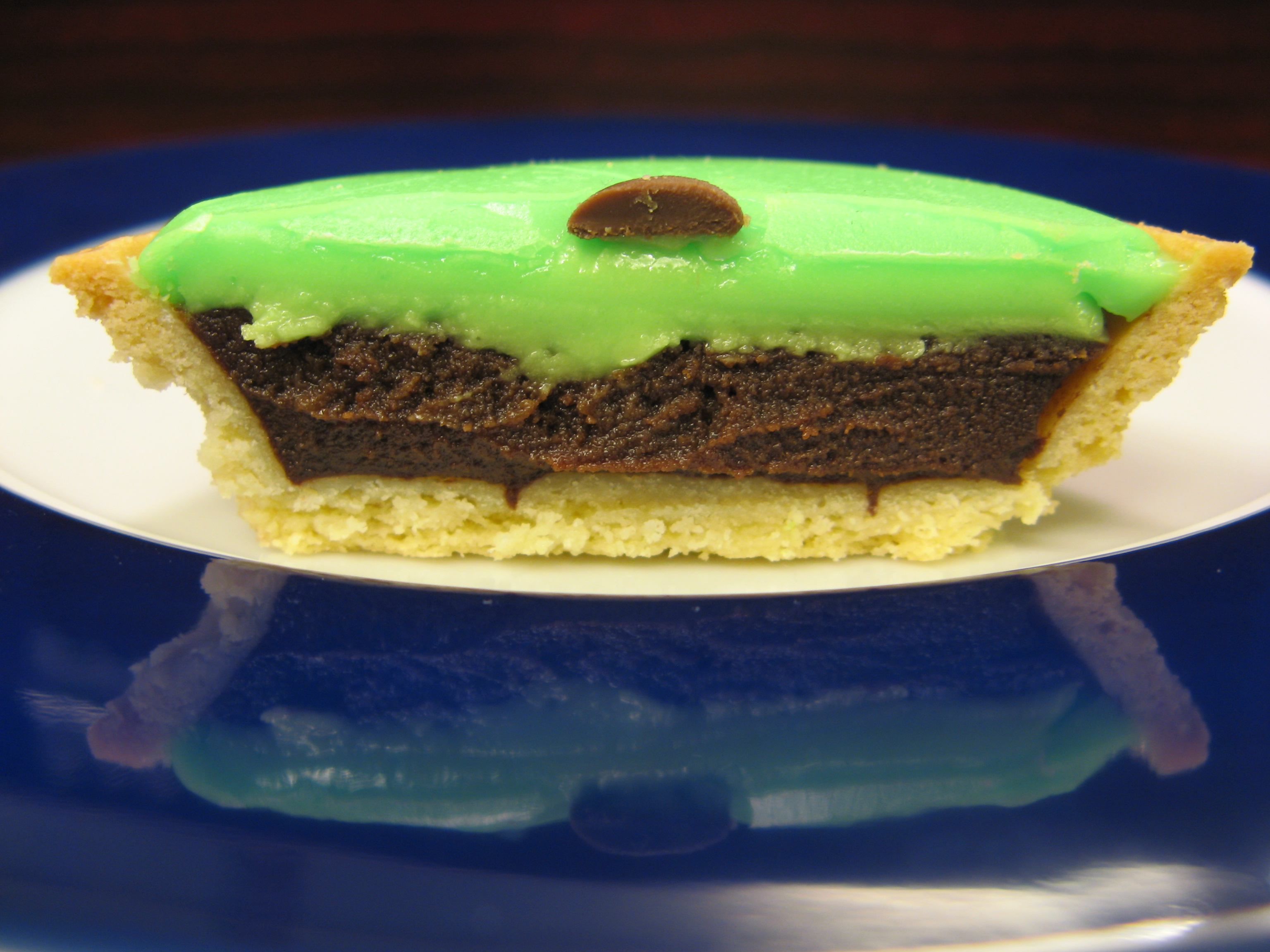
Corte transversal de un carac.

El carac, llamado a veces caraque en femenino, es un pastel típico de Gastronomía de Suiza, que se distingue por su característico color verde y el punto de chocolate en su centro. Se encuentra especialmente en los cantones de Vaud, Friburgo, Ginebra y Neuchâtel.
Consiste en una base de masa, normalmente pasta brisa, en la que se vierte un ganache hecho de leche y chocolate. Se cubre todo con un glaseado de color verde con un trozo de chocolate en el centro. Se encuentra en tamaño grande (unos 25 cm de diámetro) y pequeño (sobre 8 cm de diámetro).